# Mue imaginale

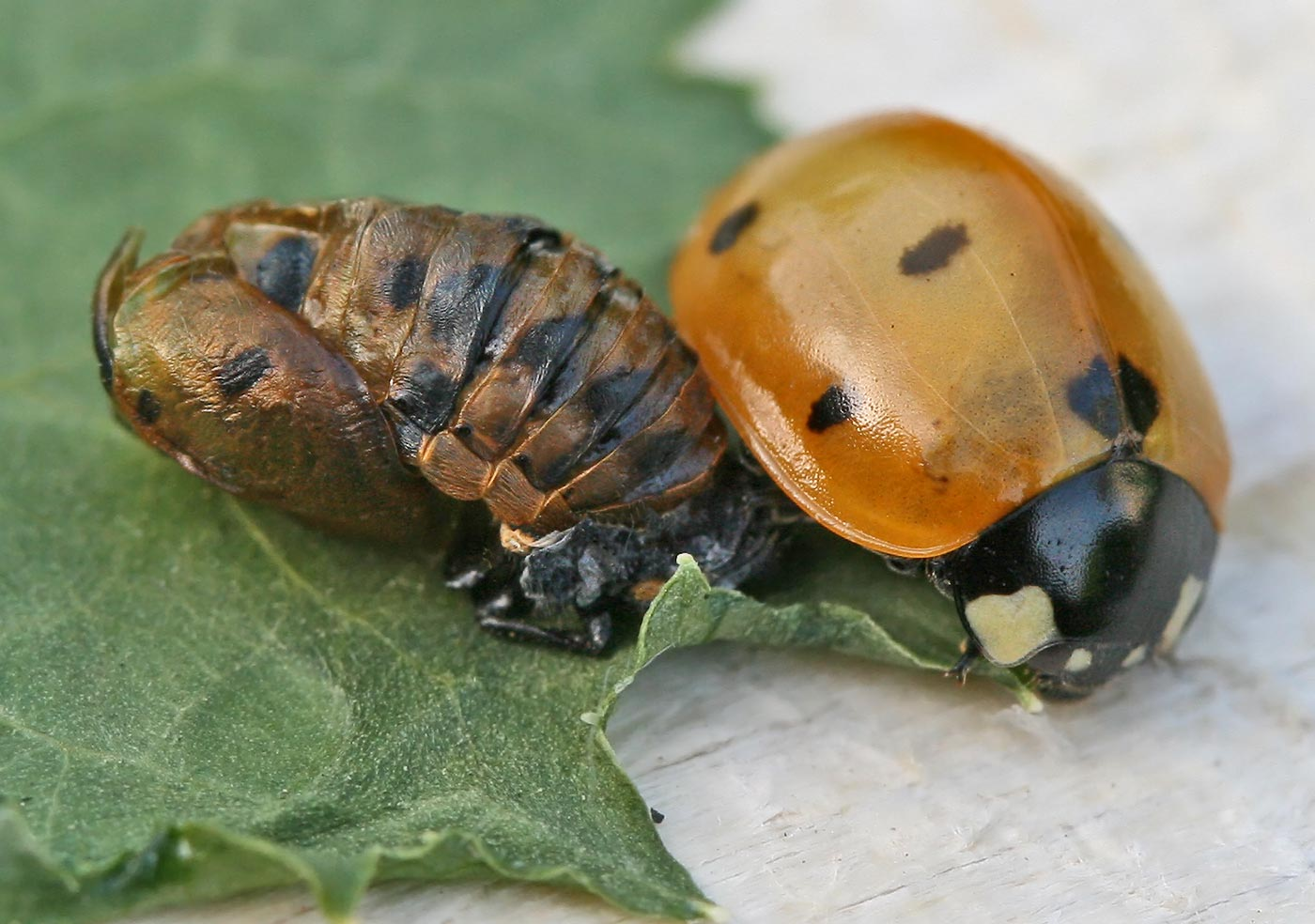
Mue imaginale de Coccinella septempunctata

La mue imaginale est la dernière mue que subit un insecte pour atteindre son stade final, appelé imago.
L'ouverture se fait normalement au niveau dorsal.
La mue imaginale est déclenchée par les ecdystéroïdes en absence d'hormone juvénile, contrairement aux autres mues (larvaires, nymphales) où cette hormone est présente.